# Programa soviético de armas nucleares

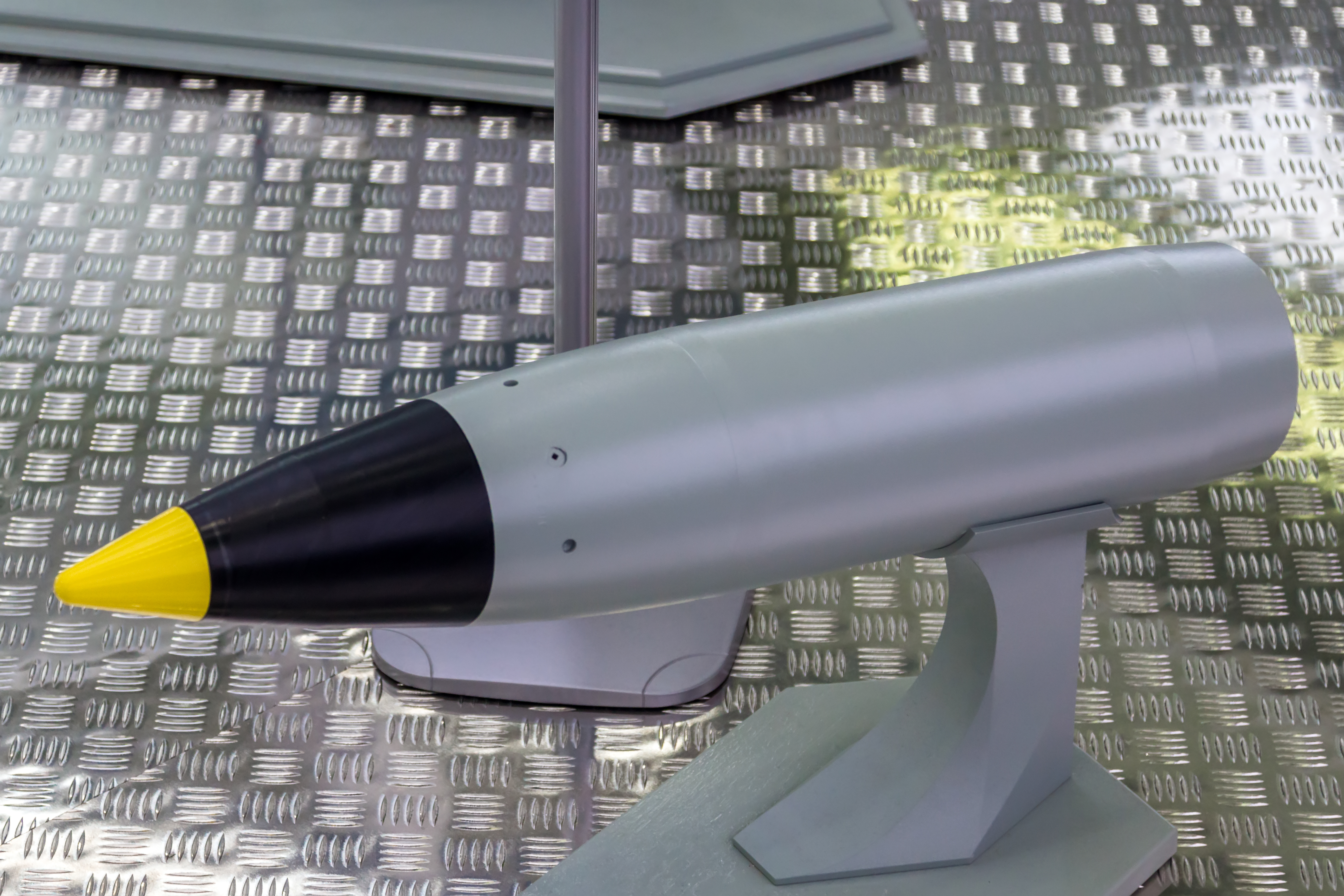
Proyectil de artillería nuclear de calibre 152 mm RD4-01 para el cañón obús D-20. Potencia 2,5 Kt, cañón. El arma nuclear más pequeña.

El programa soviético de armas nucleares hace referencia a la historia de la investigación, desarrollo y aplicación práctica de armas de destrucción masiva de energía nuclear en la Unión Soviética. Este fue, en gran medida, consecuencia de los avances logrados en Occidente en ese ámbito, incluyendo el Proyecto Uranio de la Alemania nazi y los proyectos de los Estados Unidos. Su desarrollo e intensificación estuvo impulsado por los conflictos con los Estados Unidos y otros países del bloque occidental durante la Guerra Fría.

## Historia

### Inicios
Los cimientos del programa soviético de las armas nucleares fueron los trabajos realizados sobre la fisión nuclear por los físicos Yákov Zeldóvich y Yuli Jaritón, publicados en el año 1939. Asimismo, en la década de los treinta se realizaron investigaciones fundamentales sobre radioquímica, sin las cuales hubiese sido imposible la comprensión de estos problemas, su desarrollo y su aplicación.
Durante la Conferencia de física nuclear de la URSS en 1940, que contó con la participación de investigadores nacionales y extranjeros, y donde no se trató solamente de física nuclear, sino también de otras disciplinas relacionadas (geoquímica, físico-química, química inorgánica, entre otras), Ígor Kurchátov expuso las investigaciones desarrolladas por el grupo de científicos soviéticos sobre la reacción en cadena del uranio.

#### Centros de investigación
Los trabajos realizados desde principios de 1920 tuvieron lugar principalmente en el Instituto del Radio y en el Instituto Ioffe (ambos en Leningrado), el Instituto Ucraniano físico-técnico en Járkov, y el Instituto de Química Física de Moscú.

#### Personal
El académico Vitali Jlopin fue nombrado como la autoridad incuestionable en ese ámbito. Igualmente, realizaron importantes contribuciones, entre muchos otros, el personal del Instituto del Radio: Gueórgui Gámov, Ígor Kurchátov y Lev Mysovski (creador del primer ciclotrón en Europa), Fritz Lange (creador del primer proyecto de la bomba atómica soviética), así como el fundador del Instituto de Química-Física Nikolái Semiónov. El programa fue supervisado por el presidente del Consejo de Ministros de la URSS Viacheslav Mólotov.
En 1941, la investigación en materia nuclear fue clasificada como secreta. Ese año, el espía soviético Vladímir Barkovski obtuvo una copia del informe MAUD, un resumen de alto secreto acerca de los planes del Reino Unido para fabricar armas nucleares, así como los esfuerzos paralelos desarrollados por los Estados Unidos. Durante esta época los soviéticos no pudieron llevar a cabo una investigación a gran escala debido a la Gran Guerra Patria.
Al terminar la guerra contra Japón, el programa soviético comenzó un acelerado proceso de avance. Y, Lavrenti Beria fue nombrado para dirigir el proyecto en su totalidad, mientras que Ígor Kurchátov quedó a cargo de la investigación científica. El 25 de diciembre de 1946, se puso en funcionamiento el primer reactor nuclear soviético, el F-1, con el cual se obtuvo el plutonio necesario para la creación de una bomba nuclear.

### La primera bomba nuclear soviética
Utilizando los datos obtenidos a través de Fuchs desde el proyecto Manhattan de la bomba Fat man, los soviéticos lograron obtener su primera bomba atómica, en un período de casi cuatro años. Esta copia exacta de la Fat man estadounidense fue llamada RDS-1 (РДС-1) por los soviéticos. "RDS" era aparentemente un acrónimo sin sentido, aunque se le ha dado diversas interpretaciones: Motor jet especial (Реактивный двигатель специальный, Reaktivnyi Dvigatel Specialnyi), motor jet de Stalin (Реактивный двигатель Сталина, Reaktivnyi Dvigatel Stalina), o Rusia lo hace sola (Россия делает сама, Rossiya Delayet Sama).
El 29 de agosto de 1949 la Unión Soviética detonó con éxito la RDS-1, en el Sitio de pruebas de Semipalatinsk. La bomba explotó en una torre de 30m con una potencia de 22 kilotones.

### Desarrollo de las primeras armas nucleares soviéticas
Durante el período transcurrido desde el inicio del programa hasta la prueba de la RDS-1, los físicos soviéticos, así como en los Estados Unidos, habían logrado importantes avances teóricos que podían ser aplicados para mejorar los diseños de las primeras armas nucleares. Sin embargo, dentro del proyecto existía un clima del miedo y presión instaurado por Lavrenti Beria por lograr una bomba en un tiempo límite. Esto, junto con la negativa de Beria de implementar mejoras en el diseño de Fat man (quien quería una copia exacta del diseño, ya que desconfiaba de la información obtenida tanto por los espías como por los científicos del proyecto) provocó que no se planificara un proyecto posterior a la fabricación de esta primera bomba. Más de dos años pasaron hasta la segunda prueba nuclear soviética.
El siguiente paso fue mejorar los diseños básicos de las armas nucleares con los avances obtenidos por la investigación científica y que Beria impidió incorporar. Estas mejoras eran principalmente la suspensión de la carga nuclear, llamada carga levitante, para mejorar la implosión de esta, junto con pruebas de implosión de núcleos de uranio/plutonio y la disminución de la capa de explosivos, todo esto enfocado principalmente a crear bombas de mayor rendimiento y menor tamaño. El resultado fueron las bombas RDS-2 y RDS-3. RDS-2 fue probada el 24 de septiembre de 1951, en el Polígono de Semipalatinsk. Fue detonada en una torre al igual que la RDS-1 y su rendimiento fue de 38,3 kilotones. RDS-3 fue probada el 18 de octubre de 1951 en el mismo sitio, pero su prueba tenía una peculiaridad: fue la primera prueba nuclear soviética con una explosión aérea, siendo la bomba arrojada por un bombardero Tu-4.
El éxito obtenido con estas pruebas motivó su producción en masa. Posteriormente se continuó la mejora de las bombas, dirigiendo los esfuerzos en conseguir pequeñas bombas tácticas. La primera de ellas fue la RDS-4, que se convirtió en la primera arma nuclear táctica producida en masa por la URSS. Se mejoraron tanto el diseño de la carga, como el espesor de la capa de explosivos y el tamaño de la bomba en sí. De la misma línea de desarrollo surgió la bomba RDS-5, idéntica a la RDS-4 pero con un núcleo compuesto, y la RDS-9, diseñada para acoplarse a torpedos.

### Las primeras bombas de hidrógeno soviéticas
Al mismo tiempo que se mejoraron las primeras bombas de fisión, se comenzó el desarrollo de la primera arma termonuclear soviética. Los científicos soviéticos ya habían hecho algunos avances teóricos en cuanto a la fusión nuclear, pero no fue hasta mediados de 1948, cuando el espionaje soviético logró acumular una considerable cantidad de información proveniente del programa nuclear estadounidense, que se comenzó a planificar un proyecto para la construcción de una bomba de fusión. La investigación teórica estuvo encabezada por Yákov Zeldóvich, quién trabajó con un selecto grupo de físicos: Andréi Sájarov, Vitali Gínzburg y Víktor Davidenko. El proyecto, al igual que el estadounidense, se enfocó primeramente en el diseño de un dispositivo con deuterio líquido. Uno de los primeros experimentos con fusión nuclear se hizo con la bomba RDS-2, en la que se añadió tritio. Sájarov dio la primera idea para los diseños de la nueva bomba RDS-6 (correspondiendo a la serie). Su primer diseño fue un dispositivo de fisión nuclear mejorado con un núcleo fisionable rodeado de deuterio líquido. El diseño fue posteriormente llamado Truba (RDS-6t). Gínzburg añadió la segunda idea, cambiando el deuterio líquido por capas de deuteruro de litio-6 y material fisionable. Este diseño fue llamado Sloika (por un pastel en capas típico de la repostería rusa). Los estadounidenses obtuvieron diseños similares, pero los soviéticos se enfocaron en construir una bomba arrojable. La idea se materializó en 1953, cuando se construyó la bomba RDS-6s, constituida por un núcleo de uranio-235 rodeado por capas alternadas de deuteruro de litio y uranio natural. La bomba fue detonada en Semipalátinsk el 12 de agosto del mismo año, explotando sobre una torre con una potencia de 400 kilotones.
A pesar de éxito relativo conseguido con el dispositivo RDS-6s, los estadounidenses habían logrado ya la creación de la "auténtica" superbomba. El 1952, se llevó a cabo en el atolón Enewetak la primera prueba de un dispositivo termonuclear de dos etapas, conocida como Ivy Mike. Este concepto fue alcanzado por los soviéticos recién en 1953, cuando el equipo de trabajo de Zeldóvich, Sájarov y Davidenko llegaron al diseño de una bomba de fusión de dos etapas, basado en la compresión hidrodinámica. Este avance es al parecer atribuible a Davidenko. El segundo gran avance ocurrió en 1954 luego de la prueba nuclear Castle Bravo, donde los estadounidenses lograron un diseño acertado, basado en la implosión de radiación. La noticia del experimento motivó al equipo de científicos a intensificar el programa, llegando al mismo concepto gracias a Sájarov. Este avance era llamado Tercera idea de Sájarov, y se materializó en 1955 en la bomba RDS-37, probada el 22 de noviembre. Esta prueba, en la que la bomba fue arrojada desde un avión, resultó en múltiples daños materiales y dos muertes al producirse un efecto imprevisto de reflejo de la onda expansiva en una capa de inversión térmica atmosférica. Con 1,6 Mt, fue la mayor prueba jamás realizada en Semipalátinsk.

### Período entre 1954 y 1959
Continuando el desarrollo, construcción y pruebas de nuevos diseños de armas nucleares tácticas, así como nuevos avances en cuanto a estudio de efectos, el 14 de septiembre de 1954 se llevó a cabo en el polígono de Tótskoye un ejercicio militar con tropas reales con el propósito de analizar el posible uso de armas nucleares en un combate real. En este experimento, de nombre código Snezhok, se utilizó una bomba RDS-3 detonada en una campo de batalla simulado donde había cerca de 45.000 personas. Así mismo en 1956 se condujo un experimento similar en Semipalátinsk y la primera prueba de una bomba nuclear acoplada a un misil. En 1954 comenzaron las pruebas nucleares con la bomba RDS-9, diseñada para ser desplegada desde un submarino por un torpedo T-5. Sin embargo, inevitablemente las pruebas no podrían realizarse disparando los torpedos, puesto que en Semipalátinsk no existían ambientes necesarios para un experimento de este tipo. La Comisión de Estado recomendó crear un nuevo polígono de pruebas que se ubicara en el campamento de Belúshya, en la base aérea de Rogachiovo, Isla sur de Nueva Zembla en el Océano Ártico, y que Chiórnaya gubá (Bahía negra) se utilizara como un campo de batalla. Estas propuestas fueron presentadas al gobierno, las que fueron adoptadas, y el 17 de septiembre de 1954, Nueva Zembla fue designada como Sitio de pruebas de Nueva Zembla, cuya construcción comenzó en octubre, y siguió durante gran parte de la guerra fría. El sitio se convertiría, junto con el sitio de pruebas de Semipalátinsk en los puntos de pruebas nucleares más importantes de la Unión Soviética. La primera prueba se realizó el 21 de septiembre de 1955. La bomba utilizada fue la RDS-9, que fue sumergida bajo el mar y detonada a 10 m de profundidad, convirtiéndose también en la primera prueba soviética subacuática. En 1957 se realizaron otros dos experimentos navales, en uno de ellos se realizó la única detonación superficial en Nueva Zembla.
En 1953 y 1955 se probaron las primeras armas termonucleares soviéticas, mencionadas anteriormente. La creación de la bomba RDS-37 generó nuevas posibilidades para la construcción de armas termonucleares. Así mismo, a partir de las primeras armas nucleares tácticas se construyeron otras de menor tamaño. Hacia 1962 casi todo el arsenal soviético había sido renovado. Sin embargo, el desastre producido por la prueba de RDS-37 en 1955 hizo notar la necesidad de un área de pruebas menos poblada para experimentación con armas nucleares de gran tamaño. Las pruebas de gran envergadura fueron transportadas a la bahía de Mityúshija, en la Isla norte de Nueva Zembla. En 1957 se realizaron las primeras pruebas en el área con bombas termonucleares. En el año 1958 este Polígono fue escenario de un intenso bombardeo, donde se realizaron más de 20 detonaciones. Este período de experimentación fue de gran importancia para el avance de nuevos diseños de armas termonucleares.
Por otro lado, en 1957 se condujo la primera prueba nuclear a gran altura, así como la primera detonación sobre los cielos de Kapustin Yar, correspondiente a la prueba N°34, emplazada dentro de la Operación ZUR-215. En 1958 se realizaron otras dos pruebas a gran altura en el mismo sitio. Estos experimentos tenían como finalidad estudiar los efectos de las explosiones en este ambiente así como probar sistemas antimisiles.
El 3 de noviembre se realizó una última prueba. Luego, el gobierno soviético inició una moratoria unilateral de las pruebas nucleares, que duró 33 meses y culminó en 1961.

### Período entre 1959 y 1962
En 1961, el Gobierno soviético decidió poner fin a la moratoria, producto del deterioro de las relaciones entre EE. UU. y la URSS. Las pruebas comenzaron en el sitio de pruebas de Semipalátinsk el 1 de septiembre. En el Polígono se realizaron pruebas con cohetes "Luna". Se condujeron también allí las primeras pruebas nucleares subterráneas soviéticas y una gran cantidad de pruebas de seguridad.
En el sitio de pruebas de Nueva Zembla se inició un programa de experimentos militares con armas nucleares, y pruebas de potentes bombas termonucleares. Este contemplaba ejercicios para todas las ramas de las Fuerzas armadas, y fue iniciado por orden de Nikita Jrushchov.
La primera prueba tuvo lugar el 10 de septiembre de 1961. Esta prueba fue realizada a petición del MinSredMash. El experimento se realizó con una bomba termonuclear, que fue arrojada desde el aire por un bombardero Tu-95 en el área D-II de la bahía de Mityúshija. La bomba explotó liberando una energía de 2,7 megatones. Inmediatamente después comenzaron las pruebas con misiles. El mismo 10 de septiembre se realizó la primera prueba con misiles de corto alcance. En esta prueba, conducida dentro de la Operación Volga, se lanzó un cohete R-11M con una pequeña ojiva nuclear. La cabeza fue detonada en la bahía Chiórnaya (Chiórnaya gubá), y tuvo resultados exitosos. La segunda prueba de misiles de corto alcance ocurrió el 13 de septiembre. Al mismo tiempo se experimentó con misiles de alcance medio R-12. Dentro de la Operación Roza se condujeron los dos primeros experimentos. La primera detonación ocurrió el 12 de septiembre, y la segunda el 16 del mismo mes. Los experimentos fueron exitosos.
Se realizó una moratoria de 10 días después del 22 de septiembre, para retomar las labores el 2 de octubre. El 8 de octubre se realizó la primera prueba nuclear con un misil crucero, en la bahía Chiórnaya. El 20 de octubre se condujo un experimento naval con cohetes R-13 a cargo de la Flota del Norte. En el ejercicio Ráduga se lanzó el cohete equipado con una cabeza termonuclear desde un submarino K-102. Luego se realizaron otros experimentos navales, dentro de la Operación Korall, donde se condujeron dos pruebas nucleares, una de ellas bajo el agua, con torpedos T-5 disparados por un submarino B-130.
Los ejercicios de las Fuerzas armadas eran alternados por pruebas de potentes ojivas termonucleares. El 30 de octubre se realizó la mayor detonación de la historia, la Bomba del Zar, que liberó una energía de más de 50 megatones, y cuyo fin era mayormente propagandístico.
En Nueva Zembla se continuaron haciendo experimentos del mismo tipo en 1962, incluyendo pruebas con misiles de alcance medio R-14 (Operación Tyulpan), ejercicios de la Fuerza Aérea y otras potentes ojivas termonucleares.
Por otro lado, en Kapustin Yar se llevaron a cabo pruebas nucleares a gran altura con el propósito de estudiar los efectos del pulso electromagnético y los sistemas antimisiles. La serie más importante fue el Proyecto K.
Fue en este período cuando la Unión Soviética realizó la mayor cantidad de pruebas nucleares en el menor tiempo. Entre 1961 y 1963 se llevaron a cabo oficialmente 138 pruebas, y 6 de ellas superaron en rendimiento los 10 megatones. La última prueba soviética en la atmósfera ocurrió el 25 de diciembre de 1962. Después de esto, en 1963 se firmó el Tratado de Prohibición Parcial de las Pruebas Nucleares, que permitía únicamente la realización de detonaciones subterráneas.

## Pruebas nucleares
La Unión Soviética llevó a cabo más de 700 pruebas nucleares (oficialmente 715) entre 1949 y 1990, con un total de más de 980 detonaciones. Las detonaciones se realizaron en diferentes entornos, incluyendo, según los datos oficiales:
- 216 pruebas en la atmósfera, incluyendo 5 a gran altitud (sobre los 50km).
- 496 pruebas nucleares subterráneas
- 3 pruebas submarinas

## Ciudades cerradas
| Nombre (durante la guerra fría).                | Nombre actual | Región                    | Fundación | Función principal                                      |
| ----------------------------------------------- | ------------- | ------------------------- | --------- | ------------------------------------------------------ |
| Arzamás-16                                      | Sarov         | Óblast de Nizhni Nóvgorod | 1946      | Diseño e investigación de armas. Montaje de ojivas.    |
| Sverdlovsk-44                                   | Novouralsk    | Óblast de Sverdlovsk      | 1946      | Enriquecimiento de Uranio                              |
| Cheliábinsk-40 (posteriormente Cheliábinsk-65). | Oziorsk       | Óblast de Cheliábinsk     | 1947      | Producción de plutonio. Fabricación de componentes.    |
| Sverdlovsk-45                                   | Lesnói        | Óblast de Sverdlovsk      | 1947      | Enriquecimiento de uranio. Montaje de ojivas.          |
| Tomsk-7                                         | Séversk       | Óblast de Tomsk           | 1949      | Enriquecimiento de uranio. Fabricación de componentes. |
| Krasnoyarsk-26                                  | Zheleznogorsk | Krai de Krasnoyarsk       | 1950      | Producción de plutonio.                                |
| Zlatoust-36                                     | Triójgorni    | Óblast de Cheliábinsk     | 1952      | Montaje de ojivas.                                     |
| Penza-19                                        | Zarechni      | Óblast de Sverdlovsk      | 1955      | Montaje de ojivas.                                     |
| Krasnoyarsk-45                                  | Zelenogorsk   | Krai de Krasnoyarsk       | 1956      | Enriquecimiento de uranio.                             |
| Chelyábinsk-70                                  | Snézhinsk     | Óblast de Cheliábinsk     | 1957      | Diseño e investigación de armas.                       |

## Consecuencias
Las consecuencias fueron devastadoras puesto que los lugares de prueba, se volvieron sitios inhabitables para la vida humana, también dio lugar a enfermedades crónicas como el cáncer y deformaciones en los pobladores que vivían cerca. Cabe destacar, que las pruebas nucleares que desarrollaron otras naciones durante el mismo periodo, como por ejemplo, las 1054 pruebas realizadas por EE.UU, tuvieron comparables consecuencias catastróficas.